# Olympische Jugend-Winterspiele 2024/Snowboard
Bei den Olympischen Jugend-Winterspielen 2024 in Gangwon fanden vom 20. Januar bis 1. Februar 2024 insgesamt neun Wettbewerbe im Snowboard statt. Austragungsort war das Hoengseong Welli Hilli Park Ski Resort.

## Qualifikation
Jede Disziplin besaß einen eigenen Qualifikationsmodus. Auch waren je nach Disziplin unterschiedliche Jahrgänge teilnahmeberechtigt:
- Snowboardcross: Geboren zwischen 1. Januar 2006 und 31. Dezember 2008
- Halfpipe und Dual Moguls: Geboren zwischen 1. Januar 2006 und 31. Dezember 2009
- Slopestyle und Big Air: Geboren zwischen 1. Januar 2006 und 31. Dezember 2009

Folgende Quotenplätze standen zur Verfügung:
| Geschlecht | Slopestyle/BigAir | Halfpipe | Ski Cross | Gesamt |
| ---------- | ----------------- | -------- | --------- | ------ |
| Männer     | 22                | 16       | 28        | 66     |
| Frauen     | 22                | 16       | 28        | 66     |

Jedes Nationale Olympische Komitee konnte pro Wettkampf zwei Athleten melden. Südkorea als Gastgeberland besaß ebenfalls zwei Quotenplätze pro Wettkampf.
Die Quotenplätze wurden anhand der Ergebnisse der Snowboard-Juniorenweltmeisterschaften 2023 vergeben. Zuerst wurden Plätze an die Topplatzierten NOKS vergeben, wobei der Verteilungsschlüssel je nach Disziplin variierte. Die weiteren verbleibenden Quotenplätze wurden dann an die nächstbestplatzierten, noch nicht qualifizierten NOKs vergeben.
Es hatten sich folgende Nationen qualifiziert:
| NOK                          | Männer   | Männer             | Männer          | Frauen   | Frauen             | Frauen          | Gesamt |
| NOK                          | Halfpipe | Slopestyle Big Air | Snowboard Cross | Halfpipe | Slopestyle Big Air | Snowboard Cross | Gesamt |
| ---------------------------- | -------- | ------------------ | --------------- | -------- | ------------------ | --------------- | ------ |
| Andorra                      | 0        | 0                  | 1 0             | 0        | 0                  | 0               | 0      |
| Argentinien                  | 0        | 0                  | 1 0             | 0        | 0                  | 0               | 0      |
| Australien                   | 1        | 1                  | 2               | 2        | 2                  | 2               | 10     |
| Brasilien                    | 1        | 2 0                | 1               | 0        | 0                  | 0               | 2      |
| Bulgarien                    | 0        | 0                  | 1               | 0        | 0                  | 1               | 2      |
| Chile                        | 0        | 1                  | 0               | 0        | 1 0                | 0               | 1      |
| Dänemark                     | 1 0      | 0                  | 0               | 0        | 0                  | 0               | 0      |
| Deutschland                  | 1 0      | 0                  | 2               | 2        | 0                  | 2 1             | 5      |
| Estland                      | 0        | 0                  | 0               | 0        | 2                  | 1               | 3      |
| Finnland                     | 0        | 1                  | 0               | 0        | 0                  | 0               | 1      |
| Frankreich                   | 0        | 2                  | 2               | 0        | 0                  | 2               | 6      |
| Griechenland                 | 0        | 0                  | 0               | 0        | 1                  | 0               | 1      |
| Großbritannien               | 1        | 1                  | 0               | 0        | 0                  | 0               | 2      |
| Island                       | 0        | 1                  | 0               | 0        | 1                  | 0               | 2      |
| Italien                      | 0        | 2                  | 2               | 0        | 2 0                | 2               | 6      |
| Japan                        | 2        | 2 0                | 1               | 2        | 2                  | 2 1             | 8      |
| Kanada                       | 1 0      | 2                  | 2               | 2        | 2                  | 2               | 10     |
| Neuseeland                   | 1        | 2                  | 0               | 1 0      | 2                  | 0               | 5      |
| Niederlande                  | 0        | 0                  | 1 0             | 0        | 2                  | 1               | 3      |
| Norwegen                     | 0        | 1                  | 0               | 0        | 0                  | 1 0             | 1      |
| Österreich                   | 0        | 0                  | 2               | 1 0      | 1                  | 2 0             | 3      |
| Rumänien                     | 0        | 0                  | 1               | 0        | 0                  | 1               | 2      |
| Schweiz                      | 2        | 1                  | 2               | 1        | 1 0                | 2               | 8      |
| Slowakei                     | 0        | 1                  | 1               | 0        | 0                  | 1               | 3      |
| Slowenien                    | 1        | 1                  | 0               | 0        | 0                  | 0               | 2      |
| Spanien                      | 0        | 0                  | 2 1             | 0        | 0                  | 1               | 2      |
| Südkorea                     | 2        | 2                  | 2               | 2        | 2                  | 2 1             | 11     |
| Tschechien                   | 0        | 0                  | 2               | 0        | 1                  | 2               | 5      |
| Ukraine                      | 0        | 0                  | 1               | 0        | 0                  | 0               | 1      |
| Ungarn                       | 0        | 0                  | 1               | 0        | 0                  | 1               | 2      |
| Vereinigte Arabische Emirate | 0        | 0                  | 0               | 0        | 1                  | 0               | 1      |
| Vereinigte Staaten           | 2        | 2                  | 2               | 2        | 2                  | 2               | 12     |
| Volksrepublik China          | 2        | 1                  | 0               | 2        | 1                  | 0               | 6      |
| Gesamt: 31 NOKs              | 15       | 22                 | 28              | 15       | 22                 | 24              | 126    |

## Zeitplan
| Zeitplan Snowboard   | Zeitplan Snowboard | Zeitplan Snowboard | Zeitplan Snowboard | Zeitplan Snowboard | Zeitplan Snowboard | Zeitplan Snowboard | Zeitplan Snowboard | Zeitplan Snowboard | Zeitplan Snowboard | Zeitplan Snowboard | Zeitplan Snowboard | Zeitplan Snowboard | Zeitplan Snowboard |
| Wettbewerbe          | Januar             | Januar             | Januar             | Januar             | Januar             | Januar             | Januar             | Januar             | Januar             | Januar             | Januar             | Januar             | Februar            |
| Wettbewerbe          | 20.                | 21.                | 22.                | 23.                | 24.                | 25.                | 26.                | 27.                | 28.                | 29.                | 30.                | 31.                | 1.                 |
| -------------------- | ------------------ | ------------------ | ------------------ | ------------------ | ------------------ | ------------------ | ------------------ | ------------------ | ------------------ | ------------------ | ------------------ | ------------------ | ------------------ |
| Männer               |                    |                    |                    |                    |                    |                    |                    |                    |                    |                    |                    |                    |                    |
| Slopestyle           |                    |                    |                    |                    |                    |                    |                    |                    |                    |                    |                    |                    |                    |
| Halfpipe             |                    |                    |                    |                    |                    |                    |                    |                    |                    |                    |                    |                    |                    |
| Big Air              |                    |                    |                    |                    |                    |                    |                    |                    |                    |                    |                    |                    |                    |
| Snowboard Cross      |                    |                    |                    |                    |                    |                    |                    |                    |                    |                    |                    |                    |                    |
| Frauen               |                    |                    |                    |                    |                    |                    |                    |                    |                    |                    |                    |                    |                    |
| Slopestyle           |                    |                    |                    |                    |                    |                    |                    |                    |                    |                    |                    |                    |                    |
| Halfpipe             |                    |                    |                    |                    |                    |                    |                    |                    |                    |                    |                    |                    |                    |
| Big Air              |                    |                    |                    |                    |                    |                    |                    |                    |                    |                    |                    |                    |                    |
| Snowboard Cross      |                    |                    |                    |                    |                    |                    |                    |                    |                    |                    |                    |                    |                    |
| Mixed                |                    |                    |                    |                    |                    |                    |                    |                    |                    |                    |                    |                    |                    |
| Snowboard Cross Team |                    |                    |                    |                    |                    |                    |                    |                    |                    |                    |                    |                    |                    |
| Entscheidungen       | 2                  | 1                  | 0                  | 0                  | 1                  | 1                  | 0                  | 0                  | 2                  | 0                  | 0                  | 0                  | 2                  |

|  | Qualifikation |  | Medaillenentscheidung |

## Bilanz

### Medaillenspiegel
| Platz  | Land               | Gold | Silber | Bronze | Gesamt |
| ------ | ------------------ | ---- | ------ | ------ | ------ |
| 1      | Frankreich         | 2    | 2      | 2      | 6      |
| 2      | Japan              | 2    | 1      | 1      | 3      |
| 3      | Südkorea           | 2    | –      | –      | 2      |
| 4      | Kanada             | 1    | 2      | –      | 3      |
| 5      | Schweiz            | 1    | –      | 1      | 2      |
| 6      | Österreich         | 1    | –      | –      | 1      |
| 7      | Vereinigte Staaten | –    | 3      | –      | 3      |
| 8      | Neuseeland         | –    | 1      | 2      | 3      |
| 9      | Australien         | –    | –      | 1      | 1      |
| 9      | Brasilien          | –    | –      | 1      | 1      |
| 9      | Tschechien         | –    | –      | 1      | 1      |
| Gesamt | Gesamt             | 9    | 9      | 9      | 27     |

### Medaillengewinner
| Disziplin            | Gold                                | Silber                                               | Bronze                                  |
| -------------------- | ----------------------------------- | ---------------------------------------------------- | --------------------------------------- |
| Männer               |                                     |                                                      |                                         |
| Slopestyle           | Lee Chae-un (KOR)                   | Eli Bouchard (CAN)                                   | Romain Allemand (FRA)                   |
| Halfpipe             | Lee Chae-un (KOR)                   | Alessandro Barbieri (USA)                            | Ryusei Yamada (JPN)                     |
| Big Air              | Eli Bouchard (CAN)                  | Oliver Martin (USA)                                  | Campbell Melville Ives (NZL)            |
| Snowboardcross       | Jonas Chollet (FRA)                 | Anthony Shelly (CAN)                                 | Zion Bethonico (BRA)                    |
| Frauen               |                                     |                                                      |                                         |
| Slopestyle           | Hanna Karrer (AUT)                  | Lucia Georgalli (NZL)                                | Vanessa Volopichová (CZE)               |
| Halfpipe             | Rise Kudo (JPN)                     | Sara Shimizu (JPN)                                   | Lura Wick (SUI)                         |
| Big Air              | Yura Murase (JPN)                   | Rebecca Flynn (USA)                                  | Lucia Georgalli (NZL)                   |
| Snowboardcross       | Noémie Wiedmer (SUI)                | Maja-Li Iafrate Danielsson (FRA)                     | Léa Casta (FRA)                         |
| Mixed                |                                     |                                                      |                                         |
| Snowboard Cross Team | Frankreich 1Jonas Chollet Léa Casta | Frankreich 2Benjamin Niel Maja-Li Iafrate Danielsson | Australien 1William Martin Abbey Wilson |

## Ergebnisse

### Männer

#### Slopestyle
| Platz | Land | Athlet                 | Punkte |
| ----- | ---- | ---------------------- | ------ |
| 1     | KOR  | Lee Chae-un            | 96,00  |
| 2     | CAN  | Eli Bouchard           | 90,00  |
| 3     | FRA  | Romain Allemand        | 89,25  |
| 4     | NZL  | Campbell Melville Ives | 89,00  |
| 5     | USA  | Oliver Martin          | 82,25  |
| 6     | USA  | Brooklyn Depriest      | 68,00  |
| 7     | FIN  | Erik Jurmu             | 50,75  |
| 8     | SUI  | Reef Matt Hasler       | 49,00  |
| 9     | CHN  | Ge Chunyu              | 48,00  |
| 10    | CAN  | Neko Reimer            | 21,25  |

Datum: 25. Januar 2024

#### Halfpipe
| Platz | Land | Athlet                 | Punkte |
| ----- | ---- | ---------------------- | ------ |
| 1     | KOR  | Lee Chae-un            | 88,50  |
| 2     | USA  | Alesandro Barbieri     | 84,75  |
| 3     | JPN  | Ryusei Yamada          | 83,00  |
| 4     | NZL  | Campbell Melville Ives | 81,50  |
| 5     | KOR  | Lee Ji-o               | 79,50  |
| 6     | SUI  | Jonas Hasler           | 78,00  |
| 7     | SUI  | Mischa Zürcher         | 70,25  |
| 8     | USA  | Noah Avallone          | 68,75  |
| 9     | JPN  | Kyu Shimasaki          | 57,25  |
| 10    | CHN  | Ren Chonshuo           | 51,25  |

Datum: 1. Februar 2024

#### Big Air
| Platz | Land | Athlet                 | Punkte |
| ----- | ---- | ---------------------- | ------ |
| 1     | CAN  | Eli Bouchard           | 183,25 |
| 2     | USA  | Oliver Martin          | 179,50 |
| 3     | NZL  | Campbell Melville Ives | 153,00 |
| 4     | FRA  | Luca Merimee Mantovani | 124,50 |
| 5     | SVK  | Tadeas Nedielka        | 120,75 |
| 6     | CHN  | Ge Chunyu              | 101,75 |
| 7     | FRA  | Romain Allemand        | 94,75  |
| 8     | USA  | Brooklyn Depriest      | 63,25  |
| 9     | NZL  | Txema Mazet-Brown      | 21,75  |
| 10    | NOR  | Niklas Sukke           | DNS    |

Datum: Qualifikation: 27. Januar 2024
Finale: 28. Januar 2024

#### Snowboardcross
| Platz          | Land | Athlet          |
| -------------- | ---- | --------------- |
| Finale         |      |                 |
| 1              | FRA  | Jonas Chollet   |
| 2              | CAN  | Anthony Shelly  |
| 3              | BRA  | Zion Bethonico  |
| 4              | USA  | Boden Gerry     |
| kleines Finale |      |                 |
| 5              | USA  | Mason Hamel     |
| 6              | FRA  | Benjamin Niel   |
| 7              | JPN  | Daisuke Muraoka |
| 8              | GER  | Kenta Kirchwehm |
| Qualifikation  |      |                 |
| 10             | GER  | Felix Schwenkel |
| 17             | AUT  | David Erhard    |
| 18             | AUT  | Moritz Murer    |
| 21             | SUI  | Jonas Aschilier |

Datum: 20. Januar 2024

### Frauen

#### Slopestyle
| Platz | Land | Athlet              | Punkte |
| ----- | ---- | ------------------- | ------ |
| 1     | AUT  | Hanna Karrer        | 89,00  |
| 2     | NZL  | Lucia Georgalli     | 88,25  |
| 3     | CZE  | Vanessa Volopichová | 87,00  |
| 4     | USA  | Rebecca Flynn       | 81,25  |
| 5     | JPN  | Yura Murase         | 79,25  |
| 6     | NED  | Katja Dutu          | 75,25  |
| 7     | NED  | Sam van Lieshout    | 71,25  |
| 8     | AUS  | Ally Hickman        | 61,00  |
| 9     | CAN  | Amalia Pelchat      | 53,50  |
| 10    | NZL  | Ava Beer            | 25,75  |

Datum: 24. Januar 2024

#### Halfpipe
| Platz | Land | Athlet            | Punkte |
| ----- | ---- | ----------------- | ------ |
| 1     | JPN  | Rise Kudo         | 90,75  |
| 2     | JPN  | Sara Shimizu      | 84,50  |
| 3     | SUI  | Lura Wick         | 78,00  |
| 4     | USA  | Sonora Alba       | 74,00  |
| 5     | GER  | Kona Ettel        | 69,75  |
| 6     | GER  | Anne Hedrich      | 68,25  |
| 7     | CHN  | Ai Yanyi          | 60,50  |
| 8     | USA  | Rochelle Weinberg | 58,75  |
| 9     | CAN  | Felicity Geremia  | 47,50  |
| 10    | KOR  | Choi Seo-woo      | 40,75  |

Datum: 1. Februar 2024

#### Big Air
| Platz | Land | Athlet              | Punkte |
| ----- | ---- | ------------------- | ------ |
| 1     | JPN  | Yura Murase         | 154,25 |
| 2     | USA  | Rebecca Flynn       | 153,00 |
| 3     | NZL  | Lucia Georgalli     | 152,00 |
| 4     | JPN  | Kiara Morii         | 151,25 |
| 5     | CZE  | Vanessa Volopichová | 150,50 |
| 6     | AUT  | Hanna Karrer        | 146,75 |
| 7     | NED  | Katja Dutu          | 144,25 |
| 8     | CHN  | Zhang Xiaonan       | 141,75 |
| 9     | AUS  | Ally Hickman        | 125,75 |
| 10    | NZL  | Ava Beer            | 84,75  |

Datum: Qualifikation: 27. Januar 2024
Finale: 28. Januar 2024

#### Snowboardcross
| Platz          | Land | Athletin                   |
| -------------- | ---- | -------------------------- |
| Finale         |      |                            |
| 1              | SUI  | Noémie Wiedmer             |
| 2              | FRA  | Maja-Li Iafrate Danielsson |
| 3              | FRA  | Léa Casta                  |
| 4              | AUS  | Abbey Wilson               |
| kleines Finale |      |                            |
| 5              | CAN  | Hannah Turkington          |
| 6              | CZE  | Karolína Hrůšová           |
| 7              | USA  | Brianna Schnorrbusch       |
| 8              | BUL  | Andrea Kozinowa            |
| Qualifikation  |      |                            |
| 11             | GER  | Rosalie Bauer              |
| 17             | SUI  | Nuria Gubser               |

Datum: 20. Januar 2024

### Mixed

#### Snowboard Cross Team
| Platz          | Land  | Athleten                                 |
| -------------- | ----- | ---------------------------------------- |
| Finale         |       |                                          |
| 1              | FRA 1 | Jonas Chollet Léa Casta                  |
| 2              | FRA 2 | Benjamin Niel Maja-Li Iafrate Danielsson |
| 3              | AUS 1 | William Martin Abbey Wilson              |
| 4              | SUI 1 | Noah Kocherhans Noémie Wiedmer           |
| kleines Finale |       |                                          |
| 5              | USA 2 | Mason Hamel Hanna Percy                  |
| 6              | CZE 1 | Štěpán Hlaváček Karolína Hrůšová         |
| 7              | JPN 1 | Daisuke Muraoka Rio Ishida               |
| 8              | ITA 1 | Federico Casi Lisa Francesia Boirai      |
| Qualifikation  |       |                                          |
| 11             | GER 1 | Kenta Kirchwehm Rosalie Bauer            |

Datum: 21. Januar 2024